# Коронование Людовика
«Коронова́ние Людо́вика» — французская эпическая поэма XII века из цикла La Geste du Roi (Цикл о Короле). Написана десятисложным ассонансированным стихом; сводный текст насчитывает 2695 строк. Сохранилось восемь рукописей XIII—XIV веков.

## Содержание
Карл Великий венчает на царство 15-летнего сына, будущего Людовика Благочестивого, даёт ему мудрые советы и умирает. Сразу же после смерти императора Арнеис Орлеанский (Arnéïs d’Orléans) пытается захватить власть в стране, чему препятствует вмешательство Гильома Оранжского. Затем Гильом и Людовик совершают паломничество в Рим, который оказывается в сарацинской осаде. Гильом помогает снять осаду с Рима, побеждая в поединке сарацинского гиганта Корсольта, но теряет при этом кончик носа (отсюда его прозвище «Гильом Короткий Нос», Guillaume au court nez). Потом Гильом подавляет восстание нормандцев. Следом за этим он вновь оказывается в Риме, откуда изгоняет захватившего город Гугона Немецкого. Наконец, он помогает Людовику утихомирить бунтующих вассалов.

## Издания
- Guillaume d’Orange. Chansons de geste des XIe et XIIe siècles, publiées pour la première fois par W.A.J.Jonkbloet. T. I. La Haye, 1854, p. 1—71.
- Le Couronnement de Louis, chanson de geste publiée d’après tous les manuscrits connus par E.Langlois. Paris, 1888 (SATF).
- Le Couronnement de Louis, chanson de geste du XIIe siècle, éditée par E.Langlois. Paris, 1920 (CFMA, № 22). Второе изд.— Paris, 1965.
- Les Rédactions en vers du Couronnement de Louis. Edition avec une introduction et des notes par Y.G.Lepage. Genève, 1978 (TLF, № 261).
- Песнь о Роланде. Коронование Людовика. Нимская телега. Песнь о Сиде. Романсеро. — М.: Художественная литература, 1976. — (Библиотека всемирной литературы).
- Песни о Гильоме Оранжском. — М.: Наука, 1985. — (Литературные памятники).